# Општина Катина (Клуж)
Катина (рум. Cătina) општина је у Румунији у округу Клуж.
Oпштина се налази на надморској висини од 350 m.